# Harrison Canchimbo
Harrison Javier Canchimbo Carabalí conocido futbolísticamente como Harrison Canchimbo (Timbiquí, Cauca, Colombia; 14 de septiembre de 1990) es un futbolista colombiano. Actualmente se encuentra sin club.

## Clubes
| Club              | País     | Año         | PJ  | Goles |
| ----------------- | -------- | ----------- | --- | ----- |
| Valledupar F. C.  | Colombia | 2012        | 8   | 0     |
| Llaneros          | Colombia | 2013 - 2014 | 45  | 5     |
| Deportivo Cali    | Colombia | 2015        | 19  | 0     |
| Alianza Petrolera | Colombia | 2016        | 30  | 2     |
| Deportivo Pasto   | Colombia | 2017        | 8   | 2     |
| América de Cali   | Colombia | 2018        | 3   | 0     |
| Cúcuta Deportivo  | Colombia | 2019        | 4   | 3     |
| Total             | Total    | Total       | 114 | 12    |

## Palmarés

### Torneo Nacionales
| Título          | Equipo         | País     | Año  |
| --------------- | -------------- | -------- | ---- |
| Torneo Apertura | Deportivo Cali | Colombia | 2015 |